# 李振声
李 振声（り しんせい、1931年2月25日 - ）は、中華人民共和国の小麦遺伝育種学者。山東省淄川県出身。中国科学院院士。第8回、9回中国人民政治協商会議全国委員会常務委員。

## 経歴
1931年2月25日、山東省淄川県で生まれる。1951年に山東農学院（現在の山東農業大学）を卒業後、同年、中国科学院西北植物研究所（現在の西北農林科技大学）に入局。1951年から中国科学院西北植物研究所実習生となり、1956年に助研究員、1965年から研究員に就任し遺伝研究室主任を担当した。1983年、中国科学院西安分院院長、陝西省科学院院長に就任。1987年、中国科学院副院長、遺伝研究所所長に昇格。1991年、中国科学技術協会副主席に転任。

## 栄典
- 1990年、第三世界科学院院士
- 1991年、中国科学院院士

## 受賞
- 1985年、国家科学技術発明賞一等賞
- 1989年、陳嘉庚農業科学技術賞
- 1995年、何梁何利科学技術進歩賞
- 2006年、国家最高科学技術賞